# Brandãozinho
Antenor Lucas, mieux connu sous le nom de  Brandãozinho, né le 9 novembre 1925 à Campinas dans l'État de São Paulo et mort le 6 avril 2000 à São Paulo, est un joueur international de football brésilien, qui évoluait au poste de milieu de terrain.
Réputé principalement pour son bon sens de la couverture et du marquage, il se positionnait  devant la ligne de défense.

## Biographie

### Club
Après avoir débuté durant les premières années de sa carrière dans le club de sa ville natale, le Campinas FC, il part évoluer pour le Portuguesa Santista. 
En 1949, il commence sa carrière professionnelle, le 1er septembre lors d'un match contre Palmeiras de Jair Rosa Pinto (qui effectuait lui aussi son premier match avec son club). Avec le club paulista, il remporte notamment un Torneio Rio-São Paulo en 1952, année où il se retire un temps du football à cause d'une opération chirurgicale ratée. Il ne réussit ensuite plus à s'imposer dans son club, et prit sa retraite, restant près de son ancienne équipe. Il travailla ensuite pour le secteur des jeunes, avec Nena.

### Sélection
Avec l'équipe nationale du Brésil, il remporte son premier trophée avec le championnat panaméricain 1952, puis participe ensuite l'année suivante à la Copa América 1953, où les Brésiliens finissent deuxièmes. 
Il est ensuite convoqué par le sélectionneur brésilien Zezé Moreira pour participer à la coupe du monde 1954 en Suisse, où il joua en tout trois matchs, le Brésil atteignant les quarts-de-finale.

## Palmarès

### Club
- Torneio Rio-São Paulo : 1

Portuguesa : 1952

### Sélection
- Campionato Panamericano : 1

1952